# Jetpack Interactive
Jetpack Interactive är ett kanadensiskt spelutvecklingsföretag i Vancouver. Det grundades 2011 av utvecklare som tidigare arbetat för på Black Box Games, Deep Fried Entertainment och United Front Games. Företaget är inriktat på att stödja utveckling för andra spelföretag.
Företaget har bland annat arbetat med Santa Monica Studio för att överföra 2018 års God of War till PC 2022.